# Papež Higin
Sveti Higin (latinsko Sanctus Hyginus), papež, svetnik, filozof (in mučenec glej: Ocena) Rimskokatoliške cerkve, * 1. stoletje n. št., Atene, (Grčija - Rimsko cesarstvo); † okoli 142, Rim.

## Življenjepis

### Uredbe
Bil je filozof  po rodu iz Aten, znanstveno temeljito izobražen. 
- Med svojim pontifikatom je uvedel nižje redove ter uredil cerkveno hierarhijo; postavil je bolj jasno razliko med dolžnostmi prezbiterjev in diakonov.
- Po izročilu je uvedel navado, da krščenec pri krstu mora imeti botra. Določil je tudi, da morajo biti vse cerkve posvečene.

### Težave z gnostiki
V času tega papeža se je tudi po Rimu razbohotil gnosticizem, mešanica perzijskih, sirskih, judovskih, platonskih, stoiških, pitagorejskih in krščanskih pojmovanj sveta. Razvejan je bil na mnogo tokov, skoraj vsem pa je bilo skupno prepričanje, da sta božanstvo in tvar dve večni počeli, ki si nasprotujeta kot dobro in zlo. Povzročil je prvo versko krizo, ki jo je morala krščanska vera premagati ob srečanju s poganstvom.
Po Ireneju Lyonskem je v njegovem času prišel v Rim gnostik Valentin, ki je ostal v mestu vse do pontifikata Aniceta. On je po vzoru na egiptovsko poganstvo Jezusa uvrstil med najpopolnejše „eone”. Istočasno se je mudil v Rimu tudi drugi gnostični učitelj Cerdon (ali Kerdon) iz Sirije. On je tajil, da bi bil Jezusov Oče isti kot Bog stare zaveze; najprej je sicer preklical svoje zmote in bil sprejet v cerkveno občestvo, vendar se je pozneje zopet vrnil k svoji hereziji.

### Svetnik in mučenec
Po starodavnem izročilu je bil Higin mučen in umorjen za časa preganjanja pod cesarjem Antoninom Pijem (138-161). Ta cesar sicer ni bil ravno sovražno razpoložen do kristjanov, vendar so predstavljale stalno nevarnost nahujskane množice. Pokopan je blizu bazilike Svetega Petra v Rimu.
Evzebij  pravi, da je Higin vladal štiri leta.
V Rimskokatoliški cerkvi je po koledarski reformi izpuščen naziv „mučenec”; njegov god je 11. januarja.

### Ocena
Nekateri kritiki menijo, da ne obstajajo dokazi o njegovem mučeništvu, ker tega ne omenjata niti sveti Irenej niti zgodovinar Evzebij. Poleg tega imajo obdobje Antonina Pija za čas relativne strpnosti do kristjanov. Nekateri kritiki nadalje menijo, da izhajajo uredbe, ki jih pripisujejo papežu Higinu, iz poznejšega obdobja.